# اس‌اس نرنیک
اس‌اس نرنیک (به انگلیسی: SS Noronic) یک کشتی بود که طول آن ۳۶۲ فوت (۱۱۰ متر) بود. این کشتی در سال ۱۹۱۳ ساخته شد.